# Zahrady u Rumburka (železniční zastávka)
Zahrady u Rumburka jsou železniční zastávka (dříve i nákladiště) ve východní části vesnice Zahrady, která je součástí města Krásná Lípa v okrese Děčín. Leží v km 2,482 železniční tratě Krásná Lípa – Panský. Sousedí s dopravnou Panský a stanicí Krásná Lípa.

## Historie
Původní název místa byl německý – Gärten – a používal se i po vzniku Československa v roce 1918, v letech 1938–1945 se používal německý název Gärten b/Rumburg, pak Zahrady u Rumburka. Zastávka byla v minulosti i nákladištěm, ale už v roce 2004 se jednalo jen o zastávku bez manipulační koleje.

## Popis zastávky
V roce 2023 je zastávka ležící na jednokolejné trati vybavena jednostranným vnějším nástupištěm o délce 33 m (v roce 2004 udávána délka 18 m) a s nástupní hranou ve výšce 200 mm nad temenem kolejnice. Kolej nákladiště byla snesena před rokem 2005.
Cestujícím slouží přístřešek, nádražní budova byla odstraněna.
U zastávky se v km 2,427 nachází přejezd P3494. Jde o křížení se silnicí III. třídy Zahrady – Staré Křečany. Přejezd je zabezpečen výstražnými kříži.